# 芬兰餐馆日
餐馆日（芬蘭語：Ravintolapäivä）首创于2011年5月，是芬兰的饮食嘉年华。在这一天，任何人都可以在任何地点开设自己的一日餐厅，咖啡馆或酒吧。这个活动每年举办四次，每隔三个月一次。在餐馆日活动中共开设过14 300个游击餐馆，餐馆主办者超过57 200人。在一天餐馆日的活动中，有超过163万的顾客。

## 第一届餐馆日
餐馆日的诞生是由住在赫尔辛基的三个好友在2011年四月萌发的想法而引起的。由此，在同年的五月二十一日举办了第一次的餐馆日。活动创意是口头相传，并在社交网络上传播，最终在芬兰13个市镇共开设了40余家游击餐馆。

## 获得荣誉
2011年十二月，餐厅日受到了来自芬兰教育与文化部Suomi-palkinto的奖励，并被赫尔辛基文化与图书馆委员会推举为2011年度的文化大事，另外还在Glorian Ruoka ja Viini（美食与美酒）杂志上当选2011年度美食奇迹。餐厅日还获得2014年公众投票的旅游大奖，及消费者协会主办的2014年度消费者行动奖励。

## 参与人士
餐馆日的发起人是一群热爱生活，喜爱美食的人，他们一起开创了这个与众不同让生活更美好的美食活动。餐馆日委员会成员包括：Timo Santala, Kirsti Tuominen, Antti Tuomola, Jyrki Vanamo。非官方委员有：Tuomas Sarparanta 和 Kati Tammisto。

## 酒精售卖问题
当局认为在没有酒精售卖许可证情况下售卖酒精是违法的。警方第一次涉及这个问题是在2011年11月赫尔辛基的活动。在2012年餐馆日活动之前，警方宣布在没有酒精许可证情况下提供酒精类饮品是不允许的，并出警检查。